# Bátovce
Bátovce (Hongaars: Bát) is een Slowaakse gemeente in de regio Nitra, en maakt deel uit van het district Levice.
Bátovce telt 1.108 inwoners.